# Podzamcze (gmina)
Podzamcze (od 1973 Wieruszów) – dawna gmina wiejska istniejąca w latach 1934–1954 w woj. poznańskim (dzisiejsze woj. łódzkie). Siedzibą władz gminy było Podzamcze (od 1973 lewobrzeżne osiedle Wieruszowa).
Gmina zbiorowa Podzamcze została utworzona 1 sierpnia 1934 roku w powiecie kępińskim w woj. poznańskim z dotychczasowych jednostkowych gmin wiejskich: Jutrków, Kuźnica Skakawska, Lubczyna, Mirków, Podzamcze, Świba, Teklinów i Wyszanów (oraz z obszarów dworskich, położonych na tych terenach lecz nie wchodzących w skład gmin).
Po wojnie gmina zachowała przynależność administracyjną. Według stanu z dnia 1 lipca 1952 roku gmina składała się z 9 gromad: Dobrygość, Jutrków, Kuźnica Skakawska, Lubczyna, Mirków, Podzamcze, Świba, Teklinów i Wyszanów. Gmina została zniesiona 29 września 1954 roku wraz z reformą wprowadzającą gromady w miejsce gmin.
Jednostki nie przywrócono 1 stycznia 1973 roku po reaktywowaniu gmin, utworzono natomiast jej terytorialny odpowiednik – gminę Wieruszów w woj. łódzkim (powiat wieruszowski) z siedzibą w Wieruszowie.